# Het Rammegors

Het Rammegors is een natuurgebied in de Nederlandse provincie Zeeland, en maakt deel uit van het Natura 2000-gebied Oosterschelde en ook van het Nationaal Park Oosterschelde.
Het Rammegors is een voormalig slibdepot dat in 1971 is ontstaan als gevolg van de aanleg van het Schelde-Rijnkanaal. Het moerasgebied van 145 ha. omvat schorren, slikken, zandplaten en kreken en staat onder beheer van Staatsbosbeheer. Het gebied ligt in de gemeente Tholen, nabij Oud-Vossemeer.
Het gebied ontstond na bedijking van een schor in het kader van de Deltawerken. In 2010 is de dijk weer doorgebroken waardoor het getij weer invloed heeft op het gebied en de schorrenvegetatie zich verder kan ontwikkelen. Daartoe zijn ook diverse andere ingrepen gepleegd in het gebied waardoor het oude krekensysteem weer zichtbaar is.
In Het Rammegors grazen nu paarden en runderen en komen uiteenlopende vogelsoorten voor zoals weidevogels, moerasvogels, eenden en bosvogels. In voor- en najaar is Het Rammegors een belangrijk foerageergebied voor wilde ganzen en ook voor lepelaars is het een belangrijke pleisterplaats tijdens het trekseizoen.